# Monti Marshall
I Monti Marshall sono un gruppo montuoso dell'Antartide che sovrasta il Ghiacciaio Beardmore, nella catena montuosa dei Monti della Regina Alessandra, nella Dipendenza di Ross. Sono delimitati a nord dal Ghiacciaio Berwick e a sud dal Ghiacciaio Swinford.
Il gruppo montuoso fu scoperto nel corso della spedizione Nimrod (1907-1909), guidata dall'esploratore polare inglese Ernest Shackleton e venne da lui denominato in onore del dottor Eric Marshall, medico e cartografo della spedizione e componente del gruppo che cercò di raggiungere il Polo Sud andando in direzione sud.